# Fórnea
A aldeia de Fórnea é uma pequena e recôndita povoação situada no seio dos montes da Serra do Açor,  confinada num dos vales acentuados da região do Alto Ceira, a cerca de 797m de altitude, junto da qual corre uma ribeira. 
É ainda pertença do distrito de Coimbra mas a sua interioridade deixa-a muito próxima da confluência das antigas províncias das Beiras, bem no limite montanhoso do concelho de Arganil e terras da freguesia de Piódão. Esta freguesia inclui ainda as seguintes aldeias e quintas: Piódão, Malhada Chã, Chãs d'Égua, Tojo, Fórnea, Foz d`Égua, Barreiros, Covita, Torno, Casal Cimeiro e Casal Fundeiro.
Lá encontramos, por entre paisagens naturais e imponentes horizontes, recantos esplendorosos e memórias que emolduram o tempo, salutares encontros que ainda vão reunindo e estreitando laços entre as gentes daquela comunidade, uma paz que sentimos quando há Deus por companhia!

## História
A aldeia de Fórnea terá tido origem no início do século XVI, junto do leito duma ribeira do rio Ceira, ajustando, ao longo do tempo, a sua evolução e localização pelas margens mais largas e mais próximas da nascente.  

Só em meados do sec. XX é que começou a ligar-se ao exterior, através da construção de um estabelecimento escolar, posteriormente a abertura de uma estrada, a instalação duma rede telefónica e a criação duma caixa-postal, e mais no findar desse século, com a ligação à rede elétrica. 
Todos estes melhoramentos tiveram suporte e influência da Comissão de Melhoramentos que, após a sua fundação, em 15/08/1954, fomentou e intermediou estas outras infraestruturas comunitárias e o desenvolvimento local.
Neste casario perdido na imensidão de território, que ajudou a tecer costumes ancestrais, trejeitos simples e uma perseverança próprias da ruralidade serrana, ainda residem alguns habitantes, confiados nessa tranquilidade da natureza e na providência divina.

## População
Na tabela conferimos a população existente na aldeia e na freguesia, com base nos dados apurados nos Censos. No gráfico visualizamos a evolução dos habitantes na aldeia, ao longo do seculo XX até aos últimos anos.

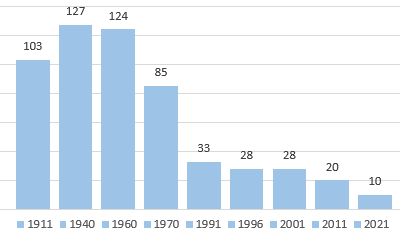
Pessoas residente na aldeia Fórnea de 1911 até 2021

| N.º Habitantes da freguesia de Piódão |      |      |      |      |      |      |      |      |
|                                       | 1991 | 1991 | 2001 | 2001 | 2011 | 2011 | 2021 | 2021 |
| Fórnea                                | 33   | 33   | 28   | 28   | 20   | 20   | 10   | 10   |
| Freguesia                             | 379  | 379  | 224  | 224  | 178  | 178  | 120  | 120  |
| Freguesia                             | H    | M    | H    | M    | H    | M    | H    | M    |
| Freguesia                             | 176  | 203  | 108  | 116  | 93   | 85   | 62   | 58   |

| Evolução da população total da freguesia (Piódão) entre 1864 e 1950 | Evolução da população total da freguesia (Piódão) entre 1864 e 1950 | Evolução da população total da freguesia (Piódão) entre 1864 e 1950 | Evolução da população total da freguesia (Piódão) entre 1864 e 1950 | Evolução da população total da freguesia (Piódão) entre 1864 e 1950 | Evolução da população total da freguesia (Piódão) entre 1864 e 1950 | Evolução da população total da freguesia (Piódão) entre 1864 e 1950 | Evolução da população total da freguesia (Piódão) entre 1864 e 1950 | Evolução da população total da freguesia (Piódão) entre 1864 e 1950 |
| 1864                                                                | 1878                                                                | 1890                                                                | 1900                                                                | 1911                                                                | 1920                                                                | 1930                                                                | 1940                                                                | 1950                                                                |
| ------------------------------------------------------------------- | ------------------------------------------------------------------- | ------------------------------------------------------------------- | ------------------------------------------------------------------- | ------------------------------------------------------------------- | ------------------------------------------------------------------- | ------------------------------------------------------------------- | ------------------------------------------------------------------- | ------------------------------------------------------------------- |
| 584                                                                 | 682                                                                 | 803                                                                 | 797                                                                 | 934                                                                 | 909                                                                 | 736                                                                 | 1.070                                                               | 1.125                                                               |

## Património
- Capela em honra de Senhor da Saúde e Santo António;
- Piscina Natural de Fórnea;
- Casa da Comissão de Melhoramentos de Fórnea (Escola);
- Casa da Comissão "Peneda do Relógio" (Casa Rural);
- Fontanário do Largo da Eira Velha;
- Fontanário da Ponte;
- Lugar da Garcia.

## Festividades
- Festa de convívio da Páscoa;
- Festa Religiosa em honra de Santo António, Senhor da Saúde e Nossa Senhora da Conceição, na semana do feriado de Agosto.

## Ligações Externas
- Estatística sobre Portugal e Europa «Censos Portugal 2021: Resultados Tema e Concelho» (acedido 29 jan.2024).
- Site da aldeia de Fórnea www.aldeiafornea.pt(acedido 29 jan.2024)